# San Giorgio della Richinvelda
San Giorgio della Richinvelda (friülà Sant Zorç de Richinvelde) és un municipi italià, dins de la província de Pordenone. L'any 2007 tenia 4.476 habitants. Limita amb els municipis d'Arzene, Cordenons, Dignano (UD), Flaibano (UD), San Martino al Tagliamento, Sedegliano (UD), Spilimbergo, Vivaro i Zoppola.

## Fills il·lustres
- Alessandro Orologio, (1555-1633), instrumentista i compositor.
- Gino Pancino (1943-), ciclista.

## Administració
| Període | Identitat         | Partit        |
| ------- | ----------------- | ------------- |
| 2004-   | Anna Maria Papais | Llista cívica |